# Station Baciuty
Station Baciuty is een spoorwegstation in de Poolse plaats Baciuty.